# مقاطعة دوستشتيس (أوريغون)
مقاطعة دوستشتيس (بالإنجليزية: Deschutes County)‏ هي إحدى مقاطعات ولاية أوريغون في الولايات المتحدة الأمريكية.